# Rymosia
Rymosia is een muggengeslacht uit de familie van de paddenstoelmuggen (Mycetophilidae).

## Soorten
- R. acta Dziedzicki, 1910
- R. affinis Winnertz, 1863
- R. armata Lackschewitz, 1937
- R. azorensis Chandler & Ribeiro, 1995
- R. batava (Barendrecht, 1938)
- R. beaucournui Matile, 1963
- R. beckeri Shaw, 1951
- R. bifida Edwards, 1925
- R. britteni Edwards, 1925
- R. caucasia Plassmann, 1976
- R. coheri Shaw, 1951
- R. connexa Winnertz, 1863
- R. cottii Tollet, 1959
- R. coulsoni Chandler, 1994
- R. cretensis Lundstrom, 1911
- R. dietrichi Shaw, 1951
- R. faceta Sherman, 1921
- R. fasciata (Meigen, 1804)
- R. filipes Loew, 1869
- R. fosteri Chandler, 1994
- R. fraudatrix Dziedzicki, 1910
- R. frenata Dziedzicki, 1910
- R. guttata Lundstrom, 1912
- R. imitator Johannsen, 1912
- R. inflata Johannsen, 1912
- R. istrae Zaitzev, 1993
- R. lacki Edwards, 1935
- R. lauricola Chandler & Ribeiro, 1995
- R. lundstroemi Dziedzicki, 1910
- R. maderensis Stora, 1941
- R. parvicauda Van Duzee, 1928
- R. pectinata Sherman, 1921
- R. pediformis Shaw, 1951

- R. pinnata Ostroverkhova, 1979
- R. placida Winnertz, 1863
- R. plumosa Van Duzee, 1928
- R. prolixa Sherman, 1921
- R. pseudocretensis Burghele-Balacesco, 1966
- R. sagulata Plassmann, 1976
- R. santosi Chandler & Ribeiro, 1995
- R. scopulosa Becker, 1908
- R. seminigra Sherman, 1921
- R. sericea (Say, 1824)
- R. serripes Johannsen, 1912
- R. setiger Dziedzicki, 1910
- R. signatipes (van der Wulp, 1859)
- R. speyae Chandler, 1994
- R. spinicauda Van Duzee, 1928
- R. spiniforceps Matile, 1963
- R. spinipes Winnertz, 1863
- R. tenuivittata Santos Abreu, 1920
- R. thorneae Chandler, 1994
- R. tolleti Burghele-Balacesco, 1965
- R. triangularis Shaw, 1935
- R. tristis Matile, 1967
- R. virens Dziedzicki, 1910